# San Pedro del Valle
San Pedro del Valle – gmina w Hiszpanii, w prowincji Salamanka, w Kastylii i León, o powierzchni 15,67 km². W 2011 roku gmina liczyła 147 mieszkańców.